# Đảng Lao động Triều Tiên muôn năm
"Đảng Lao động Triều Tiên muôn năm" (tiếng Hàn: 조선로동당 만세) là bài hát tuyên truyền của Cộng hòa Dân chủ Nhân dân Triều Tiên. Đây là đảng ca chính thức của Đảng Lao động Triều Tiên được sáng tác vào năm 1980. Bài hát này chủ yếu ca ngợi những thành tựu của Đảng Lao động Triều Tiên và những nhà sáng lập là Kim Nhật Thành và Kim Jong-il.

## Lời bài hát
| Chosŏn'gŭl | Chosŏn'gŭl và Hanja | Chuyển tự | Tiếng Việt |
| --- | --- | --- | --- |
| 당은 우리의 등대 당은 투쟁의 기치 인민을 혁명에 불러 새 세계를 세웠네 백두의 슬기로 영광 떨치는 강철의 조선로동당 만세 만만세 당은 어머니의 품 당은 영원한 은인 빛나는 생명을 주고 행복에로 이끄네 인민들 한마음 뭉쳐 따르는 불패의 조선로동당 만세 만만세 당은 주체의 빛발 당은 우리 향도자 수령님 혁명위업 찬란히 빛내가네 누리에 존엄을 떨쳐 나가는 백전백승 조선로동당 만세 만만세 | 黨은 우리의 燈臺 黨은 鬪爭의 旗幟 人民을 革命에 불러 새 世界를 세웠네 白頭의 슬기로 榮光 떨치는 鋼鐵의 朝鮮勞動黨 萬歲 萬萬歲 黨은 어머니의 품 黨은 永遠한 恩人 빛나는 生命을 주고 幸福에로 이끄네 人民들 한마음 뭉쳐 따르는 不敗의 朝鮮勞動黨 萬歲 萬萬歲 黨은 主體의 빛발 黨은 우리 嚮導者 首領님 革命偉業 燦爛히 빛나네 누리에 尊嚴을 떨쳐나가는 百戰百勝 朝鮮勞動黨 萬歲 萬萬歲 | Dang-eun uri-ui deungdae dang-eun tujaeng-ui gichi Inmin-eul hyeongmyeong-e bulleo sae segyereul sewonne Baekdu-ui seulgiro yeonggwang tteolchineun Gangcheol-ui Joseonlodongdang manse manmanse Dang-eun eomeoni-ui pum dang-eun yeongwonhan eun-in Binnaneun saengmyeong-eul jugo haengbogero ikkeune Inmindeul hanma-eum mungchyeo ttareuneun Bulpae-ui Joseonlodongdang manse manmanse Dang-eun juche-ui bitbal dang-eun uri hyangdoja Suryeongnim hyeongmyeongwieom chanlanhi binnaegane Nurie jon-eom-eul tteolchyeo naganeun Baekjeonbaekseung Joseonlodongdang manse manmanse | Đảng là ngọn hải đăng, ngọn cờ đấu tranh của chúng ta! Kêu gọi nhân dân tham gia cách mạng và xây dựng thế giới mới! Mang lại vinh quang cho ta nhờ trí tuệ của Paektu, Đảng Lao động Triều Tiên kiên cường, vững mạnh, muôn năm, muôn năm! Đảng là bàn tay mẹ hiền, ân nhân muôn đời của ta! Làm bừng sáng đời ta, hướng chúng ta tới hạnh phúc! Toàn dân đồng lòng đi theo, Đảng Lao động Triều Tiên bất khả chiến bại, muôn năm, muôn năm! Đảng là ánh sáng của Juche, là người dẫn đường cho chúng ta! Sự nghiệp cách mạng của lãnh tụ tỏa sáng rạng ngời! Đem vinh quang đến cho thế giới, Đảng Lao động Triều Tiên bách chiến bách thắng, muôn năm, muôn năm! |